# Brigid Kosgei
Brigid Jepscheschir Kosgei (Kapsowar, 20 de fevereiro de 1994) é uma fundista queniana, bicampeã da Maratona de Chicago, bicampeã da Maratona de Londres e ex-recordista mundial da maratona feminina.
Após vencer a Maratona de Chicago de 2018 em 2:18:35 depois de ter ficado em segundo lugar no ano anterior, venceu a Maratona de Londres do ano seguinte em 2:18:20, então a nona melhor marca da história, e a mulher mais jovem a vencê-la. Em outubro de 2019, Kosgei venceu novamente a Maratona de Chicago, quebrando seu recorde pessoal em mais de quatro minutos e estabelecendo um novo recorde mundial para a prova, em 2:14:04. A marca quebrou por mais de um minuto o recorde da britânica Paula Radcliffe – 2:15:25 – que existia desde 2003; nos dezesseis anos desde a marca de Radcliffe, conseguida numa prova mista, nenhuma outra mulher havia corrido a distância em menos de 2:17.
Em 2020, num prova atípica causada pela pandemia de covid-19, que fez com que a Maratona de Londres fosse disputada apenas em outubro, só por um grupo corredores de elite, em torno do St. James Park e fechada ao público, ela se tornou bicampeã desta prova.
Em 2021, competiu em Tóquio 2020, os Jogos adiados do ano anterior por causa da pandemia, e sob forte calor num duelo até o final da prova com a compatriota Peres Jepchirchir, recordista mundial da meia-maratona, conquistou a medalha de prata.
Em 2023, seu recorde mundial foi quebrado em mais de dois minutos pela etíope Tigst Assefa na Maratona de Berlim.